# I liga polska w koszykówce mężczyzn (1971/1972)
Polska Liga Koszykówki 1971/1972 – 38. edycja najwyższej klasy rozgrywkowej w męskiej koszykówce w Polsce. Obrońcą tytułu mistrza Polski było Wybrzeże Gdańsk, który zwyciężył w rozgrywkach Polskiej Ligi Koszykówki w sezonie 1970/1971. W rozgrywkach wystąpiło w sumie 10 zespołów.

## Tabela
spadek do I ligi
| Lp. | Drużyna            | M  | Mecze | Mecze | Punkty | Punkty | Punkty | Punkty   | Pkt |
| Lp. | Drużyna            | M  | W     | P     | +      | -      | +/−    | Stosunek | Pkt |
| --- | ------------------ | -- | ----- | ----- | ------ | ------ | ------ | -------- | --- |
| 1.  | Wybrzeże Gdańsk    | 18 | 15    | 3     | 1661   | 1367   | +294   | 1,2151   | 33  |
| 2.  | Śląsk Wrocław      | 18 | 13    | 5     | 1510   | 1274   | +236   | 1,1852   | 31  |
| 3.  | Polonia Warszawa   | 18 | 12    | 6     | 1470   | 1405   | +65    | 1,0463   | 30  |
| 4.  | Wisła Kraków       | 18 | 11    | 7     | 1517   | 1347   | +170   | 1,1262   | 29  |
| 5.  | Lech Poznań        | 18 | 10    | 8     | 1403   | 1389   | +14    | 1,0101   | 28  |
| 6.  | Lublinianka Lublin | 18 | 10    | 8     | 1253   | 1327   | -74    | 0,9442   | 28  |
| 7.  | AZS Warszawa       | 18 | 9     | 9     | 1382   | 1399   | -17    | 0,9878   | 27  |
| 8.  | Resovia Rzeszów    | 18 | 6     | 12    | 1243   | 1374   | -131   | 0,9047   | 24  |
| 9.  | Legia Warszawa     | 18 | 4     | 14    | 1413   | 1603   | -190   | 0,8815   | 22  |
| 10. | Skra Warszawa      | 18 | 0     | 18    | 1277   | 1644   | -367   | 0,7768   | 18  |

Do ligi awansowały: Górnik Wałbrzych i Pogoń Szczecin.

## Czołówka strzelców
1. Edward Jurkiewicz (Wybrzeże Gdańsk) – 642
2. Mieczysław Łopatka (Śląsk Wrocław) – 491
3. Andrzej Nowak (Polonia Warszawa) – 423
4. Wiesław Langiewicz (Wisła Kraków) – 369
5. Andrzej Kasprzak (Lublinianka Lublin) – 349
6. Krzysztof Gula (Polonia Warszawa) – 344
7. Grzegorz Korcz (Legia Warszawa) – 343
8. Jacek Dolczewski (Legia Warszawa) – 340
9. Eugeniusz Durejko (Lech Poznań) – 338
10. Franciszek Niemiec (Resovia Rzeszów) – 311